# 李群 (1962年)

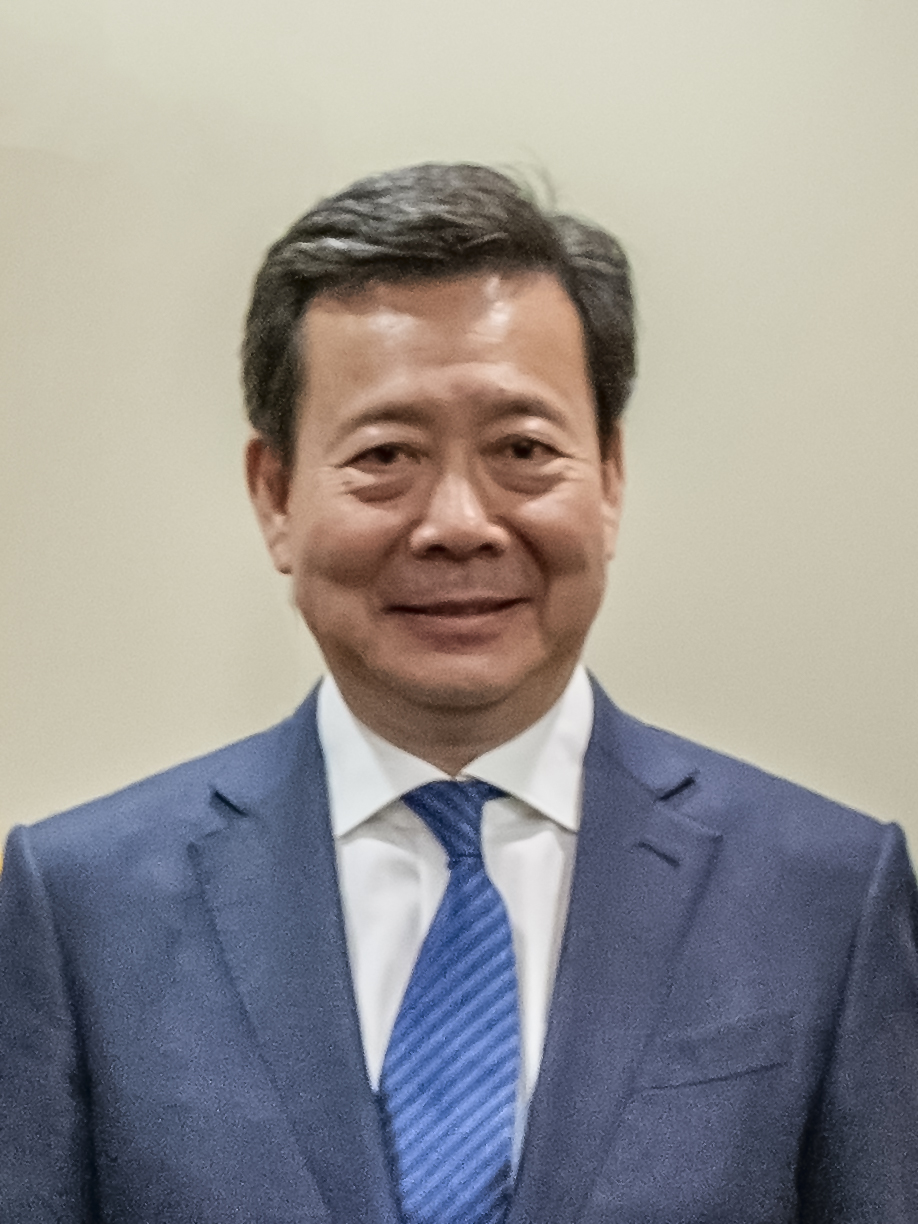
李群

李群（1962年2月—），男，汉族，山东文登人，中华人民共和国政治人物。1983年7月参加工作，1984年5月加入中国共产党。
西北工业大学管理学院管理科学与工程专业在职管理学博士。中共十八届、十九届中央候补委员。

## 经历
1991年1月起，历任山东大学团委副书记，共青团潍坊市委副书记、书记，中共寿光市委副书记、寿光市人民政府市长等职务。
1996年9月，任共青团山东省委副书记（主持工作）。1997年12月，任共青团山东省委书记。
2001年1月，任中共临沂市委副书记，代市长、市长。2002年12月，任中共临沂市委书记，市人大常委会主任。
2007年3月，任中共山东省委宣传部部长。2007年6月，当选中共山东省委常委，晋升为副省级。2010年11月2日，任中共山东省委常委、中共青岛市委书记。2017年3月25日，不再兼任中共青岛市委书记。2017年4月，当选山东省人民政府常务副省长。
2017年10月，在中国共产党第十九次全国代表大会上当选中国共产党第十九届中央委员会候补委员。2018年3月，任中华人民共和国文化和旅游部副部长、党组成员。2021年3月22日，兼任国家文物局局长、党组书记，至2025年4月25日卸任。

## 评价
李群于2001－2007年在临沂市任职期间，主持了沂河水污染治理，修建了滨河大道，并启动了北城新区建设，使当地城市面貌焕然一新，因而在当地百姓中有较高的口碑。
李群在中共党内属开明派，主张市场经济，减少政府干预，因而在其任内民营经济快速发展。
但由于受到2013年青岛输油管道爆炸事故等事故牵连，未能在后续获得提拔重用。